# Christian H. Grosch
Christian Heinrich Grosch (21. januar 1801 i København –  4. maj 1865 i Christiania) var en norsk arkitekt. Han blev Norges førende og mest produktive arkitekt i første del af 1800-tallet og tegnede de fleste af de offentlige bygninger i den nye hovedstad Christiania (Oslo). Han var stadskonduktør i Christiania fra 1828.
Hans far var kobberstikker H.A. Grosch, lærer ved Den Kgl. Tegneskole i Christiania. Christian H. Grosch fik sin grundlæggende uddannelse ved Tegneskolen, hvor han også selv gav undervisning. Han studerede ved Kunstakademiet i København under C.F. Hansen og G.F. Hetsch og tog eksamen i 1824. Tilbage i Norge blev han assistent for arkitekt Linstow på hans projekt med Det Kongelige Slott. 
Blandt Groschs vigtigste arbejder som arkitekt er Børsen fra 1828, Norges Banks Christiania-afdeling 1830, Observatoriet 1834, Christiania Theater 1837, Universitetsbygningen 1838-1854, Basarene og Brandstationen ved Vor Frelsers Kirke 1840-1859, og Krohgstøtten Sygehus 1859. Ud over  disse og andre offentlige bygningsværker i hovedstaden tegnede han en lang række bygårde, landsteder og industribygninger. Udenfor Oslo tegnede han Latinskolen og Rådhuset i Halden og Toldboden i Stavanger. Som kirkearkitekt satte han spor efter sig over hele landet med omkring 80 kirker fra Halden til Kirkenes.
Groschs tidlige arbejder viser stærk indflydelse fra dansk klassicisme og læreren C.F. Hansen. Da han startede arbejdet med Universitetsbygningerne, blev han stærkt påvirket af den preussiske arkitekt Schinkel. Schinkel korrigerede facadetegningerne til dette hovedværk af Grosch. 
Efter 1840 begyndte Grosch at arbejde i nyromansk og nygotisk stil, med facader hovedsageligt i upudset tegl. Grosch tegnede også en række bolighuse og kirkebygninger i træ, i schweizerstil med indslag af nygotik og elementer fra norske stavkirker.

## Værkliste (udvalg)
- 1828 Børsen
- 1830 Norges Banks Christiania-afdeling
- 1833 Immanuels Kirke i Halden
- 1834 Observatoriet i Oslo
- 1836 Trefoldighedskirken i Arendal
- 1837 Christiania Theater
- 1838-1854 Universitetsbygningen
- 1840 Gamle Toldbod i Stavanger
- 1840-1859 Basarhallerne og Brandstationen ved Oslo Domkirke
- 1848 Gjerstad Kirke i Aust-Agder
- 1858 Skåre Kirke i Haugesund
- 1851 Tjøtta Kirke
- 1855 Horten Kirke
- 1857 Børsa Kirke
- 1859 Krohgstøtten Sygehus
- 1859 Geitastrand Kirke
- 1860 Nes Kirke på Ringerike
- 1861 Tangen Kirke i Stange
- 1861 Tromsø Domkirke
- 1862 Hval Kirke